# Лизник
Ли́зник (колишня назва Лезняки, Лезник)— село в Україні, у Житомирському районі Житомирської області. Входить до складу Хорошівської селищної громади. Населення становить 107 осіб.

## Назва
Назва Лезники є яскравим і цінним свідченням до історії поселення та історії мови мешканців Полісся. Лезники — це дериват від апелятива лезиво (в поліських говірках лєзіво). Лезиво поліське або плетениця — засіб зі шкіри, що використовується на Поліссі, для пересування стовбурами високих дерев, що не мають сучків, з метою добування меду з бортей (вуликів), вивішених високо на деревах. Лезники — це люди-виробники лезива. Назва села свідчить, що люди в Лезниках займались бортництвом і виготовляли лезиво для власних потреб і, цілком можливо, для промислу і збуту лезива на ринках в містечку Горошках, або, якщо такі були, у Топорищах. Відомо, що бортництво є широко розповсюдженим заняттям серед мешканців Полісся. Є свідчення про те, що бортництвом займались в поблизьких селах на Волянщині і в Солодирах.

## Історія
У 1811 році село називалось Буда Поташева Кутовська Лезники. Тоді в селі ще щонайменше з 1795 року мешкали вільні люди ремісники-міщани переважно з дрібної руської, польської та литовської шляхти, що були будниками і виготовляли поташ необхідний для місцевих гут — підприємств для виробництва скла. Мешканці Буди Лезників розмовляли польською мовою та, можливо, українською, мали латинські та грецькі імена, були римо-католиками та греко-католиками. Після закриття Росією греко-католицьких церков наприкінці XVIII ст. і примусового перехрещення греко-католиків в російський зразок православ'я деякі з них почали ходити до костелу. Місцеві мешканці були парафіянами костелу Святої Теклі в Топорищі, який звели у 1780-х роках на кошти Теклі Немирич.
Багато місцевих людей, які називають себе поляками, не є етнічними поляками, хоч можуть мати частково польське походження. Їхні прізвища свідчать, що більшість з них походить зі старовинних білоруських та українських боярських та зем'янських родів Великого Князівства Литовського з територій сучасних Білорусі та України. Після Люблінської унії та утворення Речі Посполитої, давши згоду на взаємну інтеграцію литовсько-руських земель та польських, вони були інтегровані в цю державу, вважаючи її своєю, а себе - її громадянами, називали себе поляками, застосовуючи це поняття в значенні політоніма: "мешканці держави Полонія", за аналогією до литвинів як мешканців Литви та москвинів як мешканців Московії. При цьому це не заважало литвинам (сучасним білорусам та литовцям) писати: "ми, литвини, як добрі поляки" в значенні "ми, мешканці Великого князівства Литовського як порядні громадяни Речі Посполитої", а русинам "gente Ruthenus, natione Polonus" - "з походження русин, нації політичної польської". Перехід на польську мову спілкування був природним непримусовим процесом. Польська мова була міжетнічною мовою спілкування в державі литвинів, поляків та русинів. Після падіння Речі Посполитої і відходу її з теренів житомирського Полісся в 1793 році, мешканці Лезників продовжували називати себе поляками в значенні політоніма. А коли в середині XIX сторіччя почали зароджуватись сучасні нації, через прив'язаність до польської мови та культури Речі Посполитої політонім поляк став сприйматись його носіями як етнонім поляк, що було помилковим сприйняттям, але цілком закономірною трансформацією.
Серед мешканців села у 1811 році зустрічаємо родини чиншовиків Зубовичів (Зубовських), Шпаковських, Телецьких, Зубрицьких, Ґонґала (Ґаґан), Івановичів (Яновичів), Сульченковських, Сівак, Чепинок/Чепаног, Офенських/Єфенських, Ярошевичів, Зиґмунтів, Крентовських, Ґроховських/Ґрохольських, Касимчуків. Більшість із цих людей мешкала в поселенні ще у 1795 році. Коли воно належало Анджею Комару гербу власного, старості шоломицькому з пінського повіту, який сплавлявся річками Полісся, досліджував їхню глибину та займався справою спорудження каналу, який би з'єднував Віслу та Дніпро і відкривав судноплавний шлях з Балтійського до Чорного моря. Цілком можливо, що частина мешканців Буди Лезників могли прибути сюди з Пінська або пінського повіту разом з Анджеєм Комаром, але більшість мала походити з сусідніх сіл.
Анджей Комар був одружений з Ельжбєтою Завішею, яка в другому шлюбі побралася з маршалком Яном Завішею Чарним.
На момент 1811 року Анджей Комар вже продав Лезники маршалкові житомирського повіту і кавалерові Яну сину Анджея Завіші.
Частка назви Кутовська ймовірно походить від місцевих шляхтичів Кутовських, яких зустрічаємо в історичних джерелах, що стосуються середини XVII ст. в радомишльському повіті.
В 1853 році в Лезниках мешкали родини католицького віросповідання: Шацило, Тичина, Немежицькі (Немержицькі), Бартошевичі, Сорочинські, Расновські, Смик, Ваховські, Барановські, Сержанські, Талько, Скоковські, Симони, Заруцькі, Дідковські, Корицькі, Перегуда, Заброцькі (Забродзькі), Овчарські, Подґурські, Шимановські, Ґаґан. Бачимо майже цілковиту заміну мешканців села. Дрібні шляхтичі були вільними людьми і переселялись з села в село в пошуках вигідних умов та заробітку. Більшість з них оселялись в селах, де діяли дрібні підприємства, такі як буди (поташні), гути, рудні, тартаки, щоб працювати на них. В 1853 році село вже не називається Буда Лезники. Ймовірно, на той час підприємство в селі вже припинило свою діяльність, що спричинило відтік населення.
В 1860-х роках в Лезники стали прибувати німецькі колоністи.
У 1906 році Лезник, село Фасівської волості Житомирського повіту Волинської губернії. Відстань від повітового міста 40 верст, від волості 7. Дворів 41, мешканців 366.

## Населення
За даними перепису 2001 року населення села становило 107 осіб, з них 96,26 % зазначили рідною українську мову, 2,8 % — російську, а 0,94 % — іншу.